# غلامحسین دهقانی
غلامحسین دهقانی دیپلمات ایرانی است. وی پیشتر سفیر سابق ایران در اتحادیه اروپا و بلژیک و سرپرست نمایندگی دائم ایران در سازمان ملل متحد بوده‌است.  وی از ۷ آذر ۱۳۹۱ معاون محمد خزاعی بود و از ۶ آذر ۱۳۹۲، معاون کمیسیون خلع سلاح سازمان ملل متحد شد. دهقانی از ۱ بهمن ۱۳۹۶ تا بهمن ۱۳۹۸ به عنوان معاون امور حقوقی و بین‌الملل وزارت امور خارجه فعالیت می‌کرد.
دهقانی پیش از این، دبیر مرجع ملی کنوانسیون سلاح‌های شیمیایی، رئیس اداره معاهدات خلع سلاح و مدیرکل سیاسی بین‌الملل وزارت امور خارجه بود.